# Кукушка (Архангельська область)
Кукушка (рос. Кукушка) — присілок в Приморському районі Архангельської області Російської Федерації.
Населення становить 23 особи. Входить до складу муніципального утворення Лисестровське поселення.

## Історія
Від 2004 року входить до складу муніципального утворення Лисестровське поселення.

## Населення
| 2002 | 2010 | 2012 |
| ---- | ---- | ---- |
| 13   | ↗32  | ↘23  |